# Cykliczne (alkilo)(amino)karbeny

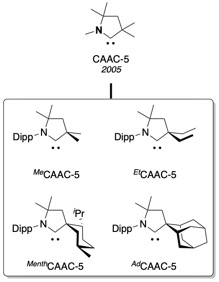
Cykliczne (alkilo)(amino)karbeny o pięcioczłonowym szkielecie (CAAC‑5) — karben jest oznaczany przez dwie kropki, które reprezentują dwa niesparowane elektrony

Cykliczne (alkilo)(amino)karbeny (CAACs, z ang. cyclic (alkylo)(amino)carbenes) – grupa organicznych związków chemicznych, będących stabilnymi singletowymi ligandami karbenowyymi. Zostały opracowane przez grupę badawczą Guya Bertranda w 2005 roku na Uniwersytecie Kalifornijskim w Riverside. W przeciwieństwie do popularnych N‑heterocyklicznych karbenów (NHCs, ang. N‑heterocyclic carbenes), które posiadają dwa atomy azotu sąsiadujące z centrum karbenowym, CAACs posiadają jeden atom azotu oraz jeden atom węgla o hybrydyzacji sp3 (σ‑donorowy atom węgla w miejscu σ‑wyciągającego i π‑donorowego atomu azotu) połączone z karbenowym atomem węgla. Ta specyficzna konfiguracja sprawia, że CAACs są bardzo dobrymi σ‑donorami (wyższe HOMO) i π‑akceptorami (niższe LUMO) w porównaniu z NHCs. Z uwagi na powyższe, CAACs są jednocześnie bardziej elektrofilowe i bardziej nukleofilowe niż NHCs.

## Synteza

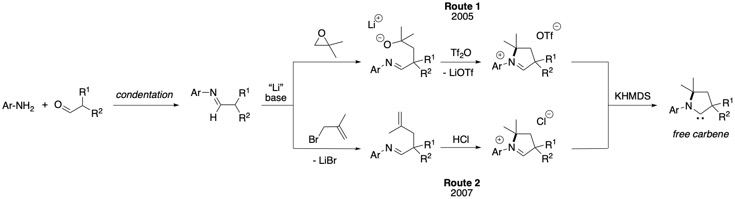
Synteza prekursorów CAACs

Pierwotne wytwarzanie prekursorów CAAC (Route 1) rozpoczyna się od kondensacji 2,6‑diizopropyloaniliny z 2-metylopropanalem. Deprotonowanie tej iminy diizopropyloamidem litu daje anion aza-allilowy, którego pierścień otwiera 1,2-epoksy-2-metylopropan. Powstały alkoholan litu następnie traktuje się bezwodnikiem kwasu trifluorometanosulfonowego w celu wytworzenia soli aldyminowej. Ta ścieżka jest ograniczona dla niezatłoczonych czwartorzędowych atomów węgla. Inne metody (Route 2) obejmują alkilowanie iminy za pomocą 3‑bromo-2-metylopropenu w celu wytworzenia alkenyloaldiminy, która podczas ogrzewania ulega cyklizacji do odpowiednich soli iminowych w obecności bezwodnego chlorowodoru  (roztwór np. w dioksanie). Ta metoda pozwala na stosowanie bardziej zatłoczonych podstawników na czwartorzędowym atomie węgla pierścienia, natomiast ogranicza się jedynie do arylowych podstawników atomu azotu. To proste podejście pozwala na syntezę prekursorów CAAC w skali kilogramowej. Na koniec deprotonowanie soli iminowych  za pomocą bis(trimetylosililo)amidku potasu lub litu daje wolny karben w postaci białego ciała stałego. CAACs są wrażliwe na powietrze i wilgoć, ale można je przechowywać tygodniami w obojętnej atmosferze.

## Nowe rodzaje cyklicznych (alkilo)(amino)karbenów

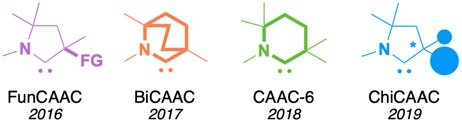
Rodzina cyklicznych (alkilo)(amino)karbenów

Od 2005 roku rodzina cyklicznych (alkilo)(amino)karbenów jest stale rozszerzana i obejmuje funkcjonalizowane FunCAAC, BiCAAC z bicyklicznym szkieletem, CAAC‑6 z 6‑członowym szkieletem, i chiralne ChiCAAC stosowane w katalizie asymetrycznej.

## Reakcje

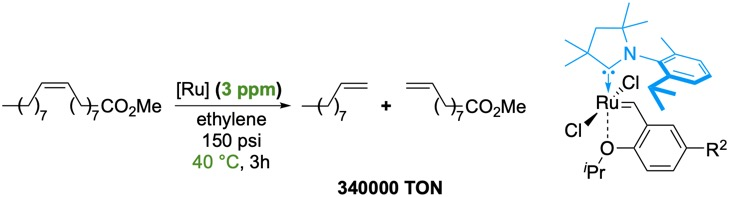
Synteza kompleksu Ru–CAAC

Stwierdzono, że cykliczne (alkilo)(amino)karbeny jako ligandy zwiększają stabilność kompleksów. Ich właściwości wynikające z bycia lepszymi σ‑donorami i π‑akceptorami niż dobrze znane N-heterocykliczne karbeny (NHCs).
Κarbeny są wykorzystywane jako ligand katalizatorów metali przejściowych, np. kompleksy Ru–CAAC katalizują etenolizę. Po raz pierwszy katalizatory metatezy rutenu wykazały tak wysoką wydajność w reakcjach metatezy krzyżowej z wykorzystaniem gazowego etylenu z aktywnością wystarczającą do produkcji na skalę przemysłową liniowych α‑olefin i innych produktów terminalnych olefin. Kompleksy Ru–CAAC dzięki swojej dużej aktywności oraz stabilności wobec etenu, mogą być używane w bardzo niewielkich ilościach (< 10 ppm), co może obniża koszty użycia ważne dla przemysłu (kompleksy rutenu są komercyjnie dostępne, ale bardzo drogie, np. 2 g kompleksu M720 kosztuje ok. 5 tys. zł).
Wykazano również, że ambifilowy charakter CAACs pozwala im uczestniczyć w aktywacji silnych wiązań E−H (E: N, P, Si,…), co jest charakterystyczne tradycyjnie dla kompleksów metali przejściowych. Zauważono, że silnie zatłoczone CAACs sprzyjają odwrotnej transformacji, reduktywnej eliminacji wiązań E−H przy węglu, co jest zbieżne z właściwościami metali przejściowych.